# Манучаров, Аркадий Манвелович
Аркадий Манвелович Манучаров (арм. Արկադի Մանվելի Մանուչարով, 22 сентября, 1931, Степанакерт, НКАО, Азербайджанская ССР, ЗСФСР, СССР — 4 января, 2008, Москва, Россия) — армянский политический деятель, лидер Арцахского национально-освободительного движения, руководитель комитета «Крунк», председатель совета директоров Нагорного Карабаха, депутат Верховных Советов Армении и Нагорного Карабаха.

## Биография

### Ранние годы
1949 — окончил Степанакертскую среднюю школу № 3.
1950—1955 — учился и успешно окончил Московский инженерно-строительный институт (МИСИ).
1955—1958 — работал в Челябинской области в системе оборонной промышленности СССР, начальником участка, а затем главным инженером по гражданскому строительству.
1958—1966 — вернулся в Степанакерт и работал там главным инженером промышленно-гражданского областного строительства города, затем был назначен начальником данного строительного ведомства. Является родоначальником индустриального строительства в Нагорном Карабахе.

### Политическая деятельность
В числе 5 руководителей национального движения решением ЦК КП Азербайджана был выдворен из Нагорного Карабаха, по приглашению руководства Армянской ССР вместе семьей переехал в Ереван.
1966—1977 — работал главным инженером в Ереване, затем начальником стройуправления, с 1973 года — управляющий строительного треста.
1977 — добровольно вернулся в Нагорный Карабах, и был назначен директором Степанакертского комбината стройматериалов.
1 марта 1988 избран руководителем комитета «КРУНК», потом председателем совета директоров НКАО.
С ноября 1988 по май 1990 в течение 1,5 лет содержался под стражей в г. Шуша и в Бутырской тюрьме.
1990—1994 — вёл активную политическую деятельность за выход Нагорного Карабаха из состава Азербайджанской ССР. Был депутатом Верховного Совета Армении и Верховного Совета НКР первого созыва.
1996 — по политическим мотивам был вынужден покинуть Нагорный Карабах, а затем и Армению.

### Арест
В ноябре 1988 года Аркадий Манучаров за активную политическую деятельность, как руководитель национального движения за воссоединение с Арменией, был арестован сотрудниками КГБ в Ереване и этапирован на вертолёте в тюрьму г. Шуша, там он провёл 2 месяца. К нему приезжали видные политики и правозащитные деятели, как Андрей Дмитриевич Сахаров и Галина Васильевна Старовойтова. Благодаря их усилиям и поддержке народа Манучаров был этапирован в Бутырскую тюрьму в г. Москве. Находясь под стражей дважды избирался народным депутатом ВС Армянской ССР (от г. Чаренцавана), что являлось беспрецедентным в мировой практике.
Такие международные организации как Европарламент и «Amnesty International» вышли с требованием освобождения Аркадия Манучарова из под ареста и присвоили ему статус последнего политзаключённого СССР.
Благодаря всем этим факторам Аркадий Манучаров был выпущен из под стражи 29 мая 1990 года по оправдательному приговору Верховного Суда СССР.

### Смерть

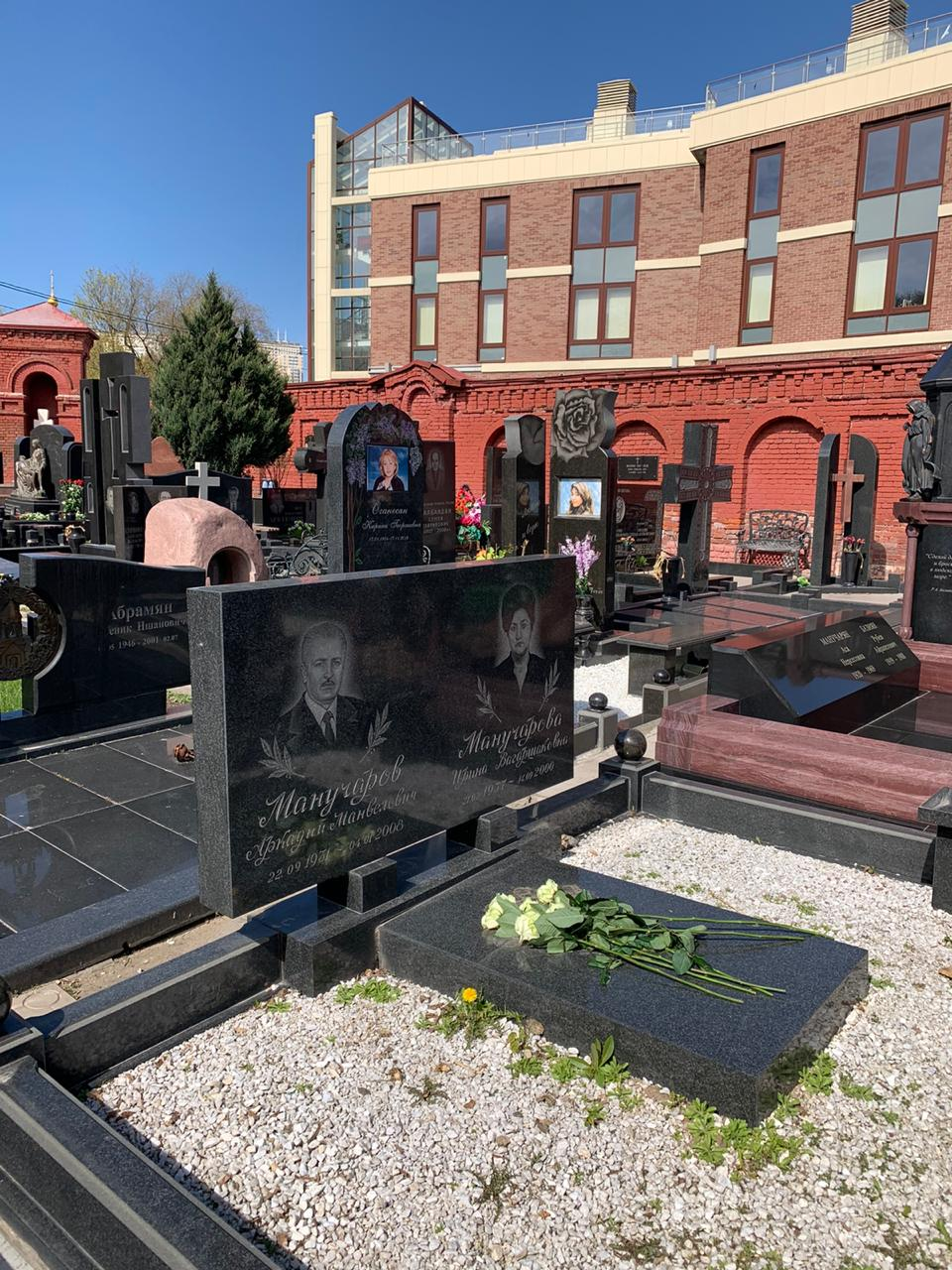
Могила Манучарова на Армянском кладбище в Москве.

Последние годы Аркадий Манвелович Манучаров жил в Москве, он умер 4 января 2008 года, похоронен на Армянском кладбище.

## Семья
Супруга Манучарова Ирина Вагаршаковна. Дети Сурен, Рузанна и Андраник.

## Награды
Награждён орденами Трудового Красного Знамени, Дружбы Народов, медалью отличник-строитель Ташкента. Награждён орденами «Месроп Маштоц» и «Григор Лусаворич», является почётным гражданином Еревана и Степанакерта, соавтор 7 изобретений СССР и РФ